# Gare d'Auvers
Pour les articles homonymes, voir Auvers.
La gare d'Auvers était une gare ferroviaire française de la ligne de Carentan à Carteret, située sur le territoire de la commune d'Auvers, dans le département de la Manche en région Normandie.

## Situation ferroviaire
Établie à 12 m d'altitude, la halte d'Auvers était située au point kilométrique (PK) 316,755 de la ligne de Carentan à Carteret, entre les gares de Carentan et de Baupte.

## Histoire
Après une insistante demande des élus locaux, l'arrêt d'Auvers est autorisé par la décision ministérielle du 6 juin 1894, l'État prenant en charge 50 % du coût des investissements nécessaires. La Compagnie des chemins de fer de l'Ouest met en service l'arrêt dit du « passage à niveau d'Auvers » le 15 octobre 1894, le même jour que totalité de la ligne de Carentan à Carteret avec l'ouverture à l'exploitation de la section de Carentan à La Haye-du-Puits.
Le 20 août 1895, le Conseil général transmet à l'administration un vœu pour l'amélioration des installations de cet arrêt afin qu'il approche le niveau d'équipement et de confort d'une halte. L'administration, dans sa réponse du 20 novembre 1895, indique qu'elle ne peut prendre en charge le coût de cette amélioration et qu'elle encourage les demandeurs à entrer directement en contact avec la compagnie par la procédure précisée dans la circulaire ministérielle du 3 juillet 1894. Le 22 août 1900 le Conseil général appuie la demande de construction d'un abri pour la halte d'Auvers, pour appuyer ce vœu il évoque l'importance du nombre de voyageurs.
La halte d'Auvers, fut desservie régulièrement de 1894 à 1971 pour le service des voyageurs uniquement. Elle n'a jamais assuré aucun service de marchandises à l'exception des bagages et petits colis. Elle reprit temporairement une activité en 1989 avec l'ouverture du train touristique du Cotentin qui, jusqu'en 1994, y assura en correspondance avec le train, un circuit de randonnée à vocation écologique, de découverte des marais du Bauptois. La fermeture du train touristique après la saison estivale de 1994, entraina la disparition définitive de la halte l'année de son centenaire. En 2000, la section de ligne entre Carentan et Portbail est déferrée et transformée en voie verte.

## La gare aujourd'hui
En 2025, il  reste le bâtiment de la Gare et les quais (les quais ne sont pas entiers il reste seulement quelque vestiges.)